# Richard D. Zanuck
Richard Darryl Zanuck, född 13 december 1934 i Los Angeles i Kalifornien, död 13 juli 2012 i Beverly Hills i Los Angeles, var en amerikansk filmproducent. Han var även exekutiv producent för filmerna Chain Reaction (1996) och Sssssss (1973). Han var son till Darryl F. Zanuck.

## Filmografi
- 1961 – Fallet Temple Drake
- 1962 – Dr. Chapmans rapport
- 1974 – Sugarland Express
- 1974 – Den svarta väderkvarnen
- 1974 – Tjejen från Petrovka
- 1975 – Hajen
- 1978 – Hajen 2
- 1980 – Fruktans ö
- 1981 – Grannarna
- 1982 – Domslutet
- 1985 – Target - livsfarlig måltavla
- 1985 – Cocoon – djupets hemlighet
- 1988 – Cocoon – återkomsten
- 1989 – På väg med miss Daisy
- 1991 – Rush
- 1993 – Rich in Love
- 1995 – Wild Bill
- 1996 – Mulholland Falls
- 1998 – Deep Impact
- 1999 – Ögonblicket före tystnaden
- 2000 – Rules of Engagement
- 2001 – Apornas planet
- 2002 – Drakarnas rike
- 2002 – Road to Perdition
- 2003 – Big Fish
- 2005 – Kalle och chokladfabriken
- 2007 – Sweeney Todd
- 2008 – Yes Man
- 2010 – Alice i Underlandet
- 2010 – Clash of the Titans
- 2012 – Dark Shadows